# Fornoš
Fornoš (ukrajinsky Форнош, dříve Ліскове, maďarsky Fornos) je obec v mukačevské městské komunitě, v mukačevském okrese Zakarpatské oblasti Ukrajiny. V roce 2025 zde žilo 1455 obyvatel.

## Historie
První písemná zmínka o obci pochází z roku 1335. Do Trianonské smlouvy patřila obec k Uherskému království, poté  k Československu. V letech 1938 až 1944 byla obec na základě první vídeňské arbitráže součástí Maďarského království. Od roku 1945 patříla k Ukrajinské sovětské socialistické republice, která byla součástí SSSR, a nakonec od roku 1991 patří samostatné Ukrajině.